# Suna (stacja kolejowa)
Suna (ros. Суна, krl. Suuna, fiń. Sunu, Suunu) – stacja kolejowa w miejscowości Suna, w rejonie kondopożskim, w Karelii, w Rosji. Położona jest na linii Wołchow - Murmańsk.